# Fort Amsterdam (Curaçao)

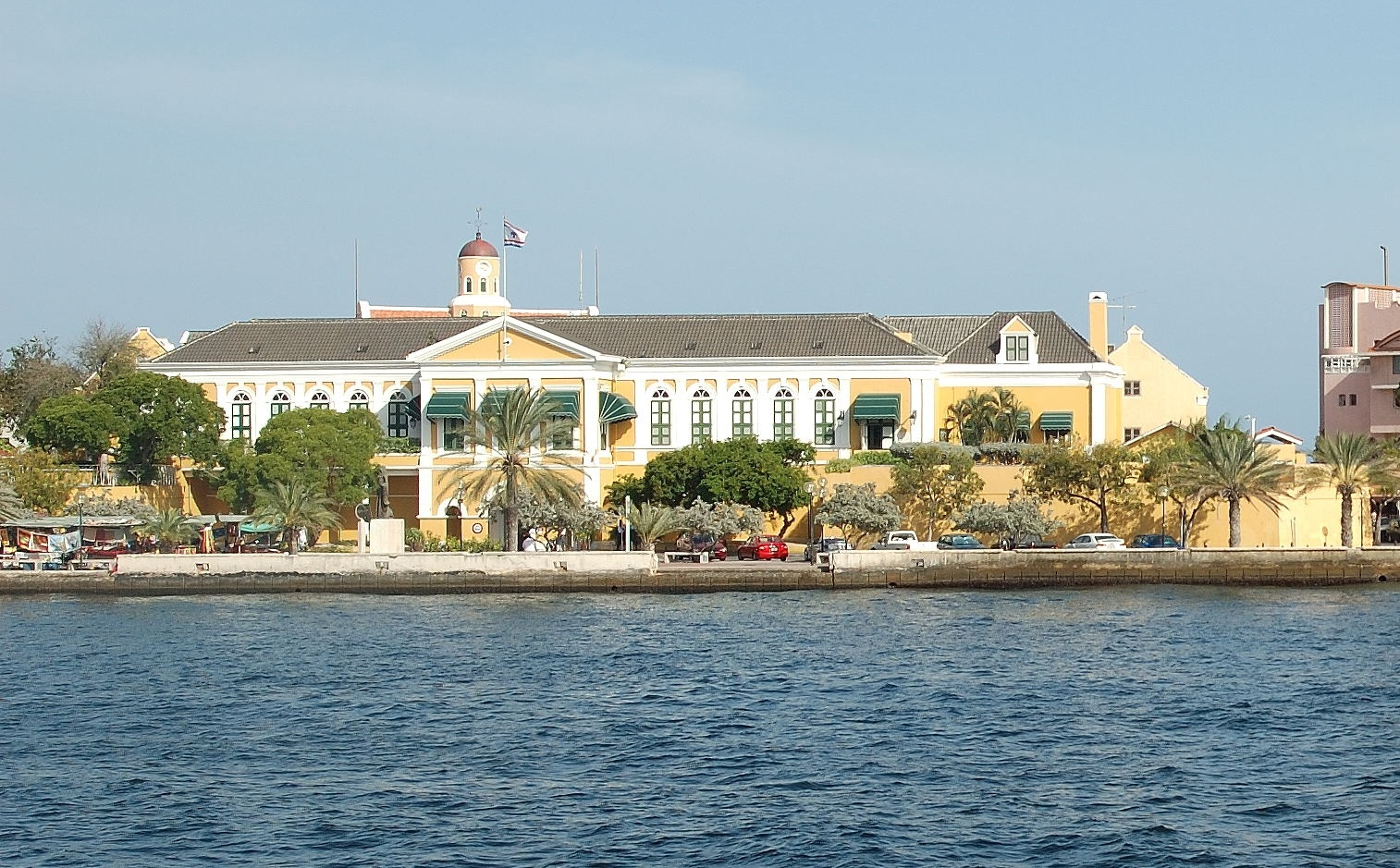
Fort Amsterdam

Das Fort Amsterdam befindet sich im Stadtteil Punda der Stadt Willemstad in Curaçao.
Es liegt auf einem strategischen Punkt, einer Landzunge südöstlich der Sint Anna Bucht, an der Hafeneinfahrt.
Das Fort ist das größte der acht auf der Insel zu findenden Befestigungsanlagen.
Derzeit wird das Gebäude als Sitz der Regierung von Curaçao genutzt. Vor Oktober 2010 war es der Sitz der Regierung der Niederländischen Antillen. Außerdem kann man im Fort die Wohnung des Gouverneurs und eine Kirche besichtigen. Das Fort steht auf der Liste des UNESCO-Weltkulturerbes.

## Geschichte
Als Curaçao 1634 in die Hände der Westindischen Kompanie fiel, wurde der Bau des Forts beschlossen.
Es wurde unter der Bauleitung von Admiral Johan van Walbeek zwischen 1635 und 1636 errichtet.
Das Fort wurde nicht nur als Verteidigungsstellung, sondern auch als örtliche Hauptniederlassung der Westindischen Kompanie gebaut.
Auf der Insel Sint Eustatius existiert ebenfalls ein Fort Amsterdam, das gegen Ende des siebzehnten Jahrhunderts errichtet wurde.

## Überfall
Am 8. Juni 1929 wurde das Fort von dem venezolanischen Revolutionär Rafael Simón Urbina überfallen und geplündert. Er floh mit den erbeuteten Waffen und der Kasse des Gouverneurs nach Venezuela, um dort gegen die Regierung zu kämpfen. Der schlechte Zustand der Verteidigung brachte die Niederlande in Verlegenheit und führte zur Entsendung von Schiffen der Niederländischen Marine und Marinetruppen, um zukünftig die Verteidigung der Niederländischen Antillen besser gewährleisten zu können.
Koordinaten: 12° 6′ 17,1″ N, 68° 56′ 3,8″ W